# Frederik Diderik Sechmann Fleischer
Frederik Diderik Sechmann Fleischer (* 23. Februar 1783 in Klepp; † 3. September 1849 in Aarhus) war ein norwegischer Kaufmann und kommissarischer Inspektor in Grönland.

## Leben

### Frühes Leben
Frederik Diderik Sechmann Fleischer war der Sohn des Propsts Philip Fleischer (1745–1807) und seiner zweiten Frau Anne Hegelund Christie (1748–1794). Die Familie Fleischer stammt ursprünglich aus Elbląg und war seit dem 17. Jahrhundert in Dänemark, später in Norwegen ansässig. Die Familie Christie war im 17. Jahrhundert von Schottland nach Norwegen eingewandert. Über seine Mutter war er ein Cousin des Politikers Wilhelm Frimann Koren Christie (1778–1849). Sein Vater war seit 1774 in erster Ehe mit Birgitte Margrete Schrøder verheiratet gewesen, mit der er eine Tochter hatte. Nach ihrem Tod hatte er 1776 Frederiks Mutter geheiratet. Aus der Ehe gingen neun Kinder hervor, von denen er das vierte war. Kurz nach der Geburt brannte der Pastorenhof in Klepp, wo sein Vater zu dieser Zeit als Pastor lebte, ab. Als Frederik drei Jahre alt war, zog die Familie ins 160 km nördlich gelegene Klokkarvik (Sund), wo sein Vater Pastor wurde. Als er acht Jahre alt war, wurde er in Bergen angestellt. Dort starb seine Mutter und sein Vater heiratete ein drittes Mal, nämlich eine Tochter des Bischofs Ole Irgens (1724–1803). Der Bruder seiner Stiefmutter heiratete einige Jahre später Frederiks Halbschwester aus der ersten Ehe seines Vaters.
Frederik Diderik Sechmann Fleischer besuchte die Kathedralschule in Bergen. Anschließend zog er nach Kopenhagen, um an der dortigen Universität zu studieren. Am 4. Juni 1802 legte er das examen artium ab und widmete sich anschließend einem Jurastudium unter Thomas Bugge. Nach einigen Jahren brach er das Studium ab, um für Den Kongelige Grønlandske Handel zu arbeiten. Sein Großvater Johan Sechmann Fleischer (1702–1789) war in den ersten Jahren der Kolonisation in den 1720er Jahren als Proviantverwalter in Grönland tätig. Dessen Neffe Johan Philip Fleischer (1756–1786) war ab 1782 in Upernavik tätig gewesen und dort wie viele andere Kolonisten an Skorbut gestorben. Dessen Neffe wiederum, also Frederik Diderik Sechmann Fleischers Cousin 2. Grades, Uldrich Friderich Fleischer (1777–1804) wurde 1803 in Uummannaq angestellt. Drei Brüder, die die Söhne von Frederiks Tante waren, Christen Heiberg (1762–1800), Edvard Christie Heiberg (1764–1809) und David Werner Heiberg (1774–?) waren ebenfalls seit den 1790er Jahren in Grönland tätig.

### Zeit als Assistent in Appat
Am 4. Mai 1804 wurde Frederik Diderich Sechmann Fleischer offiziell als Handelsassistent eingestellt und reiste anschließend nach Grönland. Er diente anfangs für Inspektor Peter Hanning Motzfeldt in der Loge Godhavn in Qeqertarsuaq, aber kurz darauf wählte man ihn aus, nach Upernavik zu ziehen. Die ehemalige Kolonie war 1790 aufgegeben worden, weil die Handels- und Missionsangestellten wegen der nördlichen Lage und dem damit verbundenen Klima reihenweise an Skorbut gestorben waren, wie auch sein Verwandter Johan Philip Fleischer. 1796 hatte Inspektor Børge Johan Schultz den Handel in Upernavik nach einem dreijährigen Versuch wieder aufgenommen, allerdings nur als Anlage unter der Loge Godhavn, die deswegen von einem Handelsassistenten geleitet wurde. Die Entscheidung, dass dies Frederik Diderik Sechmann Fleischer sein sollte, wurde aber zurückgezogen und er wurde am 29. August 1804 stattdessen als Assistent in der Kolonie Ritenbenk in Appat ernannt. 1805 erhielt er als Assistent die Aufsicht über die Walfängerloge Arveprinsens Ejland in Alluttoq, wobei er im Winterhalbjahr als Walfängerassistent tätig war, im Sommer als Assistent von Kolonialverwalter Christian Frederik Rousing. Er galt als erfolgreicher Walfänger. Rousing verließ die Kolonie 1808 und sein Assistent übernahm Ritenbenk für zwei Monate bis sein Nachfolger eintreffen sollte.

### Zeit als Assistent in Kitsissut
Anschließend wurde er zum Oberassistenten befördert und erhielt am 20. August 1808 die Leitung der Loge Kronprinsens Ejlande in Kitsissut. Im selben Jahr wurde auch sein Cousin Hans Mossin Fleischer (1789–1870), der seit dem Vorjahr in Grönland tätig war, als Assistent in Kitsissut angestellt. Ein anderer Cousin, Christian Frederik Fleischer (1781–1848) war von 1806 bis 1812 in Südgrönland als Missionar tätig. Als Logenverwalter hatte Frederik Diderik Sechmann Fleischer wegen der Lage der Loge inmitten der Diskobucht häufig Kontakt zu englischen Walfängerschiffen. Diese trieben häufig Schleichhandel mit der grönländischen Bevölkerung, was dem dänischen Handel missfiel. Fleischer beschloss daraufhin, dass die Bevölkerung in den Läden nur noch Waren im Tausch gegen grönländische Produkte kaufen konnten, wodurch das bei den Engländern erworbene Geld wertlos wurde. Es ist überliefert, dass die Bevölkerung sich häufig dem Handel widersetzte. Während einer Hungersnot 1812/13 weigerten sie sich einen gefangenen Wal zu schlachten und ein anderes Mal stahlen sie große Mengen Mehl aus den Packhäusern. Fleischer löste dies, indem er die Arbeitswilligen mit Rum belohnte und die Diebe öffentlich anprangerte und verbannte. Wegen des seit 1807 herrschenden Kanonenbootkriegs und kam es in Grönland zu großen Versorgungsproblemen, weswegen Fleischer 1810 selbst das Recht erhielt mit englischen Walfängern zu handeln, um die dänischen Kolonisten mit Nahrung versorgen zu können. Wegen seiner Lage diente die Loge aber ab 1811 auch als Proviantlager für ganz Nordgrönland und Fleischer musste somit die von Inspektor Motzfeldt organisierten britischen Proviantlieferungen an die übrigen Kolonien im Inspektorat verteilen. Da sich die Versorgungslage dennoch mehr und mehr verschlechterte, musste die Walfängeranlage Hunde Ejlande in Kitsissuarsuit, die zum Kolonialdistrikt Kronprinsens Ejlande gehörte, 1813 aufgegeben werden und das Personal im Distrikt wurde verringert, womit Fleischer als Logenverwalter zusätzliche Arbeit bekam. Nach Kriegsende wurde er am 1. Juli 1814 zum Kaufmann befördert, was aber keine Änderung seiner Arbeit mitbrachte.

### Zeit als Kolonialverwalter und Inspektor
Erst am 7. Juli 1815 übernahm er tatsächlich das Amt des Kolonialverwalters von Godhavn. Nur einen Monat später reiste Inspektor Peter Hanning Motzfeldt im Rahmen eines Urlaubs heim nach Europa und setzte Fleischer als seinen Vertreter ein. Er sollte von seinem Urlaub nicht mehr zurückkommen, sondern reichte in Europa seinen Rücktritt ein, sodass Frederik Diderik Sechmann Fleischer zwei Jahre lang kommissarisch im Amt blieb. Er galt als fähiger und qualifizierter Mann, aber dennoch weigerte sich die Handelsdirektion, ihn fest zum Inspektor zu ernennen. Als Grund hierfür muss wohl gesehen werden, dass Fleischer mit der Grönländerin Christiane liiert war und vier Kinder mit ihr hatte, und man beschlossen hatte, dass dies nicht mit dem Inspektorenposten belohnt werden sollte, wenngleich sein Vorgänger Motzfeldt im Laufe seiner langen Amtszeit ebenfalls zahlreiche Kinder mit seiner grönländischen Haushälterin bekommen hatte. 1817 wurde deswegen der Jurist Johannes West, der keinerlei Erfahrung im Grönlandhandel, zum neuen Inspektor ernannt. Frederik Diderik Sechmann Fleischer wurde wieder Kolonialverwalter von Godhavn und reichte zugleich sicherlich aus Frustration seinen Rücktritt ein.

### Spätes Leben
Am 1. September 1818 verließ er Grönland und kehrte nach Europa zurück. Dort wurde er für seinen Dienst zum Wirklichen Kammerrat ernannt und ließ sich als Kaufmann in Aarhus nieder. Dort heiratete er Ane Mette Kirstine Klitgaard (1779–1875), Tochter des Kaufmanns Paul Klitgaard und seiner Frau Ulrike Lind. Aus der Ehe entstanden zwei Kinder, die Tochter Pauline Fleischer verh. Lind (1824–1857) und der Sohn Philip Fleischer (1827–?). Frederik Diderik Sechmann Fleischer starb am 3. September 1849 an einem Schlaganfall im Alter von 66 Jahren.